# 林羚
林羚（Tragelaphus spekii），又名澤羚，是棲息在剛果民主共和國、博茨瓦納、贊比亞及肯雅沼澤的羚羊。

## 特徵
林羚肩高1.5米。牠們的毛皮是防水的，雄羊是深褐色的，雌羊是赤褐色的。牠們有白色斑紋及斑點。牠們的蹄很幼長，很適合在沼澤生活。雄羊有鬃毛及角，角扭曲及有1米長。

## 行為
林羚棲息在紙莎草沼澤，是游泳能手。牠們為了逃避如豹及野狗等掠食者，會跳入及潛在水中。牠們是暮晨活動的，但有時日間或夜間都會活動。雌羊傾向聚居，雄羊在交配後大部份時間都是獨居的。

## 外部連結
- African Wildlife Fund （页面存档备份，存于）